# Dimecoenia prionoptera
Dimecoenia prionoptera är en tvåvingeart som först beskrevs av Thomson 1869.  Dimecoenia prionoptera ingår i släktet Dimecoenia och familjen vattenflugor. Inga underarter finns listade i Catalogue of Life.